# Vetterslev
Vetterslev – miasto w Danii, w regionie Zelandia, w gminie Ringsted.